# Список йолов Российского императорского флота

Рисунок йола образца 1824 года из книги А. А. Чернышёва «Российский парусный флот»

В список включены все парусные йолы, небольшие парусно-гребные суда, состоявшие на вооружении Российского императорского флота и предназначавшиеся для действий на реках, в шхерах и лиманах.
Йолы были изобретены в Швеции судостроителем Фредериком Чапманом. В Российском императорском флоте суда данного типа впервые появились после русско-шведской войны 1788—1790 годов и строились по образцу трофейных шведских йолов, захваченных в Выборгском сражении. C конца XVIII века и до середины XIX века йолы вместе с канонерскими лодками были основным типом судов, входивших в состав русского гребного флота. Российские йолы имели 1 или 2 мачты и от 4 до 8 банок. Вооружение судов обычно состояло из одного орудия крупного калибра, за что они иногда именовались малыми канонерскими лодками, также могли быть установлены несколько фальконетов. В 20—30-х годах XIX века на йолах, входящих в состав Черноморского флота устанавливалось по 2 орудия крупного калибра.

## Легенда
Список судов разбит на разделы по флотам и флотилиям, внутри разделов суда представлены в порядке очерёдности включения их в состав флота, в рамках одного года — по алфавиту, для однотипных йолов, приведённых по количеству и одному году постройки — по времени вывода их из состава флота. Ссылки на источники информации для каждой строки таблиц списка и комментариев, приведённых к соответствующим строкам, сгруппированы и располагаются в столбце Примечания.
Таблица:
- Наименование — имя судна, в случае если оно не сохранилось, указывается количество однотипных судов.
- Количество орудий — количество артиллерийских орудий, установленных на судне.
- Размер — длина и ширина судна в метрах.
- Осадка — осадка судна (глубина погружения в воду) в метрах.
- Банки — количество скамей для гребцов.
- Верфь — верфь постройки судна.
- Корабельный мастер — фамилия мастера, построившего судно.
- Год включения в состав флота — для судов, построенных в России, указывается год их спуска на воду, для трофейных судов — год взятия в плен.
- Дата вывода из состава флота — дата завершения службы в составе флота.
- История службы — основные места и события.
- н/д — нет данных.

Сортировка может проводиться по любому из выбранных столбцов таблиц, кроме столбцов История службы и Примечания.

## Йолы Балтийского флота
В разделе приведены все йолы, входившие в состав Балтийского флота России.
| Название     | Ор.                                                       | Размер                                                    | Осадка                                                    | Банки                                                     | Верфь                                                                                                 | Мастер                                                                                                | Вх.  | Вых. | История службы | Прим.              |
| ------------ | --------------------------------------------------------- | --------------------------------------------------------- | --------------------------------------------------------- | --------------------------------------------------------- | --- | --- | ---- | ---- | --- | ------------------ |
| Без названия | 1                                                         | 13,4 х 3,5                                                | 1,2                                                       | н/д                                                       | Захвачен в районе Биорке гребной флотилией под командованием вице-адмирала принца К. Г. Нассау-Зигена | Захвачен в районе Биорке гребной флотилией под командованием вице-адмирала принца К. Г. Нассау-Зигена | 1790 | 1805 | Сведений о плаваниях судна не сохранилось. По окончании службы был разобран в Свеаборге.                                                                                                   | [ 4 ] [ 5 ]        |
| 8 йолов      | 1                                                         | 7,8 х 2,6                                                 | 0,9                                                       | 4                                                         | Рижская верфь                                                                                         | С. Дуракин                                                                                            | 1791 | 1809 | Сведений о плаваниях судов не сохранилось. По окончании службы были разобраны в Риге. | [ 1 ] [ 6 ] [ 7 ]  |
| 8 йолов      | 1                                                         | 7,8 х 2,6                                                 | 0,9                                                       | 4                                                         | Рижская верфь                                                                                         | С. Дуракин                                                                                            | 1791 | 1810 | Сведений о плаваниях судов не сохранилось. По окончании службы были разобраны в Риге. | [ 1 ] [ 6 ] [ 7 ]  |
| 4 йола       | 1                                                         | 7,8 х 2,6                                                 | 0,9                                                       | 4                                                         | Рижская верфь                                                                                         | С. Дуракин                                                                                            | 1791 | 1814 | Принимали участие в обороне Риги во время Отечественной войны 1812 года, по окончании службы там же были разобраны.                                                                        | [ 1 ] [ 6 ] [ 7 ]  |
| 2 йола       | 1                                                         | 14,8 x 3,6                                                | 1,5                                                       | н/д                                                       | Роченсальмская верфь                                                                                  | И. Спиридонов                                                                                         | 1796 | 1810 | Принимали участие в русско-шведской войне 1808—1809 годов. По окончании службы были разобраны в Риге.                                                                                      | [ 1 ] [ 4 ] [ 7 ]  |
| 17 йолов     | 1                                                         | 14,8 x 3,6                                                | 1,5                                                       | 8                                                         | Галерная верфь                                                                                        | Сведений о корабельных мастерах на сохранилось                                                        | 1799 | 1820 | Принимали участие в русско-шведской войне 1808—1809 годов, русско-английской войне 1807—1812 годов и Отечественной войне 1812 года. По окончании службы были разобраны в Свеаборге.        | [ 1 ] [ 4 ] [ 7 ]  |
| 4 йола       | 1                                                         | 14,8 x 3,6                                                | 1,5                                                       | 8                                                         | Галерная верфь                                                                                        | Сведений о корабельных мастерах на сохранилось                                                        | 1799 | 1820 | Принимали участие в русско-шведской войне 1808—1809 годов, русско-английской войне 1807—1812 годов и Отечественной войне 1812 года. По окончании службы были разобраны в Санкт-Петербурге. | [ 1 ] [ 4 ] [ 7 ]  |
| 9 йолов      | 1                                                         | 14,8 x 3,6                                                | 1,5                                                       | 8                                                         | Галерная верфь                                                                                        | Сведений о корабельных мастерах на сохранилось                                                        | 1799 | н/д  | Принимали участие в русско-шведской войне 1808—1809 годов, русско-английской войне 1807—1812 годов и Отечественной войне 1812 года. В 1820 году подверглись тимберовке.                    | [ 1 ] [ 4 ] [ 7 ]  |
| 11 йолов     | 1                                                         | 14 x 3,4                                                  | 1,2                                                       | н/д                                                       | Главное адмиралтейство                                                                                | М. Сарычев                                                                                            | 1801 | 1815 | Принимали участие в русско-шведской войне 1808—1809 годов и Отечественной войне 1812 года. По окончании службы были разобраны в Санкт-Петербурге.                                          | [ 1 ] [ 4 ] [ 7 ]  |
| 2 йола       | 1                                                         | 14 x 3,4                                                  | 1,2                                                       | н/д                                                       | Главное адмиралтейство                                                                                | М. Сарычев                                                                                            | 1801 | 1816 | Принимали участие в русско-шведской войне 1808—1809 годов и Отечественной войне 1812 года. По окончании службы были разобраны в Санкт-Петербурге.                                          | [ 1 ] [ 4 ] [ 7 ]  |
| 1 йол        | 1                                                         | 14 x 3,4                                                  | 1,2                                                       | н/д                                                       | Главное адмиралтейство                                                                                | М. Сарычев                                                                                            | 1801 | 1817 | Принимали участие в русско-шведской войне 1808—1809 годов и Отечественной войне 1812 года. По окончании службы были разобраны в Санкт-Петербурге.                                          | [ 1 ] [ 4 ] [ 7 ]  |
| 3 йола       | 1                                                         | 14 x 3,4                                                  | 1,2                                                       | н/д                                                       | Главное адмиралтейство                                                                                | М. Сарычев                                                                                            | 1801 | 1819 | Принимали участие в русско-шведской войне 1808—1809 годов и Отечественной войне 1812 года. По окончании службы были разобраны в Санкт-Петербурге.                                          | [ 1 ] [ 4 ] [ 7 ]  |
| 9 йолов      | 1                                                         | 14 x 3,4                                                  | 1,2                                                       | н/д                                                       | Главное адмиралтейство                                                                                | М. Сарычев                                                                                            | 1801 | 1822 | Принимали участие в русско-шведской войне 1808—1809 годов и Отечественной войне 1812 года. По окончании службы были разобраны в Санкт-Петербурге.                                          | [ 1 ] [ 4 ] [ 7 ]  |
| 4 йола       | 1                                                         | 14 x 3,4                                                  | 1,2                                                       | н/д                                                       | Главное адмиралтейство                                                                                | М. Сарычев                                                                                            | 1801 | 1824 | Принимали участие в русско-шведской войне 1808—1809 годов и Отечественной войне 1812 года. По окончании службы были разобраны в Санкт-Петербурге.                                          | [ 1 ] [ 4 ] [ 7 ]  |
| 1 йол        | Сведений о вооружении и конструкции судов не сохранилось. | Сведений о вооружении и конструкции судов не сохранилось. | Сведений о вооружении и конструкции судов не сохранилось. | Сведений о вооружении и конструкции судов не сохранилось. | Роченсальмская верфь                                                                                  | Сведений о корабельных мастерах на сохранилось                                                        | 1807 | 1817 | Принимали участие в русско-шведской войне 1808—1809 годов и Отечественной войне 1812 года. По окончании службы Были разобраны в Роченсальме.                                               | [ 1 ] [ 4 ] [ 7 ]  |
| 1 йол        | Сведений о вооружении и конструкции судов не сохранилось. | Сведений о вооружении и конструкции судов не сохранилось. | Сведений о вооружении и конструкции судов не сохранилось. | Сведений о вооружении и конструкции судов не сохранилось. | Роченсальмская верфь                                                                                  | Сведений о корабельных мастерах на сохранилось                                                        | 1807 | 1820 | Принимали участие в русско-шведской войне 1808—1809 годов и Отечественной войне 1812 года. По окончании службы Были разобраны в Роченсальме.                                               | [ 1 ] [ 4 ] [ 7 ]  |
| 2 йола       | Сведений о вооружении и конструкции судов не сохранилось. | Сведений о вооружении и конструкции судов не сохранилось. | Сведений о вооружении и конструкции судов не сохранилось. | Сведений о вооружении и конструкции судов не сохранилось. | Роченсальмская верфь                                                                                  | Сведений о корабельных мастерах на сохранилось                                                        | 1808 | 1821 | Принимали участие в русско-шведской войне 1808—1809 годов и Отечественной войне 1812 года. По окончании службы Были разобраны в Роченсальме.                                               | [ 1 ] [ 4 ] [ 7 ]  |
| Мойка        | 5                                                         | 15,9 х 4                                                  | 2,1                                                       | н/д                                                       | Верфь «Новая Голландия»                                                                               | К. А. Глазырин                                                                                        | 1830 | н/д  | Сведений о плаваниях судов не сохранилось. В 1839 году подверглись тимберовке. | [ 7 ] [ 8 ] [ 9 ]  |
| Фонтанка     | 5                                                         | 15,9 х 4                                                  | 2,1                                                       | н/д                                                       | Верфь «Новая Голландия»                                                                               | К. А. Глазырин                                                                                        | 1830 | н/д  | Сведений о плаваниях судов не сохранилось. В 1839 году подверглись тимберовке. | [ 7 ] [ 8 ] [ 9 ]  |
| Канонерский  | н/д                                                       | 15,9 х 3,4                                                | н/д                                                       | н/д                                                       | Новое адмиралтейство                                                                                  | А. К. Каверзнев                                                                                       | 1833 | н/д  | Сведений о плаваниях не сохранилось. | [ 7 ] [ 8 ] [ 10 ] |

## Йолы Черноморского флота
В разделе приведены все йолы, входившие в состав Черноморского флота России. Использовались в основном в составе дунайской гребной флотилии.
| Название     | Ор.                                                       | Размер                                                    | Осадка                                                    | Верфь | Мастер | Вх.  | Вых.      | История службы | Прим.                      |
| ------------ | --------------------------------------------------------- | --------------------------------------------------------- | --------------------------------------------------------- | --- | --- | ---- | --------- | --- | -------------------------- |
| Без названия | 1                                                         | 10,7 x 3,7                                                | 1,5                                                       | Николаевское адмиралтейство | М. И. Суровцов | 1822 | 1832      | Принимали участие в русско-турецкой войне 1828—1829 годов. Находились в составе дунайской гребной флотилии. | [ 1 ] [ 11 ] [ 12 ]        |
| Без названия | 1                                                         | 10,7 x 3,7                                                | 1,5                                                       | Николаевское адмиралтейство | И. С. Разумов | 1823 | 1836      | Принимали участие в русско-турецкой войне 1828—1829 годов. Находились в составе дунайской гребной флотилии. | [ 1 ] [ 11 ] [ 12 ]        |
| 15 йолов     | 1                                                         | 10,7 x 3,7                                                | 1,5                                                       | Николаевское адмиралтейство | И. С. Разумов | 1824 | 1833—1836 | Принимали участие в русско-турецкой войне 1828—1829 годов. Находились в составе дунайской гребной флотилии. 6 судов в июле 1828 года приняли участие в бомбардировке Варны. После капитуляции крепости оставались в Варне, а 1829 году ушли в Сизополь. После войны в октябре 1829 года были переведены в Одессу. По окончании службы все йолы были разобраны. | [ 1 ] [ 11 ] [ 12 ] [ 13 ] |
| 5 йолов      | Сведений о вооружении и конструкции судов не сохранилось. | Сведений о вооружении и конструкции судов не сохранилось. | Сведений о вооружении и конструкции судов не сохранилось. | Николаевское адмиралтейство | А. К. Каверзнев | 1829 | н/д       | Принимали участие в русско-турецкой войне 1828—1829 годов. Находились в составе дунайской гребной флотилии. | [ 11 ] [ 12 ] [ 14 ]       |
| 5 йолов      | Сведений о вооружении и конструкции судов не сохранилось. | Сведений о вооружении и конструкции судов не сохранилось. | Сведений о вооружении и конструкции судов не сохранилось. | Херсонская верфь | Серков | 1829 | н/д       | Принимали участие в русско-турецкой войне 1828—1829 годов. Находились в составе дунайской гребной флотилии. | [ 11 ] [ 12 ] [ 14 ]       |
| Марк-Антоний | 7                                                         | 15,9 x 10                                                 | 1,5                                                       | Николаевское адмиралтейство | А. К. Каверзнев | 1829 | 1839      | Несли службу в составе Дунайской флотилии. | [ 11 ] [ 12 ] [ 14 ]       |
| Клеопатра    | 7                                                         | 15,9 x 10                                                 | 1,5                                                       | Николаевское адмиралтейство | А. К. Каверзнев | 1829 | 1840      | Несли службу в составе Дунайской флотилии. | [ 11 ] [ 12 ] [ 14 ]       |
| Орфей        | 7                                                         | 15,9 x 10                                                 | 1,5                                                       | Николаевское адмиралтейство | А. К. Каверзнев | 1829 | н/д       | Несли службу в составе Дунайской флотилии. | [ 11 ] [ 12 ] [ 14 ]       |
| Эвридика     | 7                                                         | 15,9 x 10                                                 | 1,5                                                       | Николаевское адмиралтейство | А. К. Каверзнев | 1829 | 1840      | Несли службу в составе Геленджикского отряда судов. | [ 8 ] [ 11 ] [ 12 ]        |
| Агамемнон    | 7                                                         | 15,9 x 10                                                 | 1,5                                                       | Николаевское адмиралтейство | А. К. Каверзнев | 1829 | 1840      | Несли службу в составе Геленджикского отряда судов. | [ 8 ] [ 11 ] [ 12 ]        |
| Клитемнестра | 7                                                         | 15,9 x 10                                                 | 1,5                                                       | Николаевское адмиралтейство | А. К. Каверзнев | 1829 | н/д       | Нёс службу в составе Дунайской флотилии. | [ 8 ] [ 11 ] [ 12 ]        |
| Улисс        | 7                                                         | 15,9 x 10                                                 | 1,5                                                       | Николаевское адмиралтейство | А. К. Каверзнев | 1829 | 1840      | Нёс службу в составе Геленджикского отряда судов. | [ 8 ] [ 11 ] [ 15 ]        |
| Пенелопа     | 7                                                         | 15,9 x 10                                                 | 1,5                                                       | Николаевское адмиралтейство | А. К. Каверзнев | 1829 | н/д       | Нёс службу в составе Дунайской флотилии. | [ 8 ] [ 11 ] [ 15 ]        |
| Арнаут       | н/д                                                       | 12,2 x 3,4                                                | 0,9                                                       | Поступили в состав Черноморского флота из «сухопутного ведомства», сведений о месте постройки судов и корабельных мастерах, их построивших, не сохранилось. | Поступили в состав Черноморского флота из «сухопутного ведомства», сведений о месте постройки судов и корабельных мастерах, их построивших, не сохранилось. | 1830 | 1839      | Сведений о плаваниях судна не сохранилось. По окончании службы был разобран. | [ 12 ] [ 16 ]              |
| Боелешт      | н/д                                                       | 12,2 x 3,4                                                | 0,9                                                       | Поступили в состав Черноморского флота из «сухопутного ведомства», сведений о месте постройки судов и корабельных мастерах, их построивших, не сохранилось. | Поступили в состав Черноморского флота из «сухопутного ведомства», сведений о месте постройки судов и корабельных мастерах, их построивших, не сохранилось. | 1830 | н/д       | Сведений о плаваниях судна не сохранилось. | [ 12 ] [ 16 ]              |
| Надежда      | н/д                                                       | 12,2 x 3,4                                                | 0,9                                                       | Поступили в состав Черноморского флота из «сухопутного ведомства», сведений о месте постройки судов и корабельных мастерах, их построивших, не сохранилось. | Поступили в состав Черноморского флота из «сухопутного ведомства», сведений о месте постройки судов и корабельных мастерах, их построивших, не сохранилось. | 1830 | 1838      | Сведений о плаваниях судов не сохранилось. По окончании службы были разобраны в Измаиле. | [ 12 ] [ 16 ]              |
| Победа       | н/д                                                       | 12,2 x 3,4                                                | 0,9                                                       | Поступили в состав Черноморского флота из «сухопутного ведомства», сведений о месте постройки судов и корабельных мастерах, их построивших, не сохранилось. | Поступили в состав Черноморского флота из «сухопутного ведомства», сведений о месте постройки судов и корабельных мастерах, их построивших, не сохранилось. | 1830 | 1839      | Сведений о плаваниях судов не сохранилось. По окончании службы были разобраны в Измаиле. | [ 12 ] [ 16 ]              |
| Рохово       | н/д                                                       | 12,2 x 3,4                                                | 0,9                                                       | Поступили в состав Черноморского флота из «сухопутного ведомства», сведений о месте постройки судов и корабельных мастерах, их построивших, не сохранилось. | Поступили в состав Черноморского флота из «сухопутного ведомства», сведений о месте постройки судов и корабельных мастерах, их построивших, не сохранилось. | 1830 | н/д       | Сведений о плаваниях судна не сохранилось. | [ 12 ] [ 16 ]              |
| София        | н/д                                                       | 12,2 x 3,4                                                | 0,9                                                       | Поступили в состав Черноморского флота из «сухопутного ведомства», сведений о месте постройки судов и корабельных мастерах, их построивших, не сохранилось. | Поступили в состав Черноморского флота из «сухопутного ведомства», сведений о месте постройки судов и корабельных мастерах, их построивших, не сохранилось. | 1830 | 1838      | Сведений о плаваниях судна не сохранилось. По окончании службы был разобран в Измаиле. | [ 12 ] [ 16 ]              |
| 8 йолов      | н/д                                                       | 15,5 x 3,8                                                | 2,1                                                       | Николаевское адмиралтейство | С. И. Чернявский и И. Я. Осминин | 1833 | 1838      | Сведений о плаваниях судна не сохранилось. По окончании службы был разобран в Аккерманне | [ 15 ] [ 16 ]              |

## Йолы Беломорской флотилии
В разделе приведены все йолы, входившие в состав Беломорской флотилии России. Сведений о вооружении и конструкции беломорских йолов, а также о корабельных мастерах, построивших эти суда, не сохранилось.
| Название | Верфь               | Вх.  | Вых. | История службы | Прим.               |
| -------- | ------------------- | ---- | ---- | --- | ------------------- |
| 2 йола   | Соломбальская верфь | 1801 | 1805 | Принимали участие в обороне Архангельска во время русско-английской войны 1807—1812 годов. По окончании службы были разобраны. | [ 1 ] [ 17 ] [ 18 ] |
| 4 йола   | Соломбальская верфь | 1801 | 1808 | Принимали участие в обороне Архангельска во время русско-английской войны 1807—1812 годов. Захвачены англичанами в 1808 году.  | [ 1 ] [ 17 ] [ 18 ] |
| 2 йола   | Соломбальская верфь | 1801 | 1812 | Принимали участие в обороне Архангельска во время русско-английской войны 1807—1812 годов. По окончании службы были разобраны. | [ 1 ] [ 17 ] [ 18 ] |
| 4 йола   | Соломбальская верфь | 1801 | 1813 | Принимали участие в обороне Архангельска во время русско-английской войны 1807—1812 годов. По окончании службы были разобраны. | [ 1 ] [ 17 ] [ 18 ] |
| 12 йолов | Соломбальская верфь | 1801 | 1814 | Принимали участие в обороне Архангельска во время русско-английской войны 1807—1812 годов. По окончании службы были разобраны. | [ 1 ] [ 17 ] [ 18 ] |
| 3 йола   | Соломбальская верфь | 1801 | 1815 | Принимали участие в обороне Архангельска во время русско-английской войны 1807—1812 годов. По окончании службы были разобраны. | [ 1 ] [ 17 ] [ 18 ] |
| 1 йол    | Соломбальская верфь | 1801 | 1816 | Принимали участие в обороне Архангельска во время русско-английской войны 1807—1812 годов. По окончании службы были разобраны. | [ 1 ] [ 17 ] [ 18 ] |
| 2 йола   | Соломбальская верфь | 1801 | н/д  | Принимали участие в обороне Архангельска во время русско-английской войны 1807—1812 годов.                                     | [ 1 ] [ 17 ] [ 18 ] |

## Йолы Каспийской флотилии
В разделе приведены все йолы, входившие в состав Каспийской флотилии России. Сведений о вооружении и конструкции каспийских йолов, а также о корабельных мастерах, построивших эти суда, не сохранилось.
| Название | Верфь                    | Вх.  | Вых. | История службы                             | Прим. |
| -------- | ------------------------ | ---- | ---- | ------------------------------------------ | ----- |
| 8 йолов  | Казанское адмиралтейство | 1823 | н/д  | Сведений о плаваниях судов не сохранилось. | [ 1 ] |

### Комментарии
1. ↑  Или канонерский бот.
2. ↑  24-фунтовое орудие.
3. ↑  30-фунтовое орудие.
4. 1 2  Йолы «Мойка» и «Фонтанка» строились по одному проекту, тип «Мойка».
5. ↑  Одна 24-фунтовая пушка и четыре 3-фунтовых фальконета.
6. ↑  18-фунтовое орудие.
7. 1 2 3 4 5 6 7 8  Йолы «Марк-Антоний», «Клеопатра», «Орфей», «Эвридика», «Агамемнон», «Клитемнестра», «Улисс», и «Пенелопа» строились по одному проекту, тип «Марк-Антоний».
8. ↑  Одна 24-фунтовая карронада, 18-фунтовая карронада или мортира и пять 3-фунтовых фальконетов.
9. 1 2 3 4 5 6  Йолы «Арнаут», «Боелешт», «Надежда», «София», «Победа» и «Рохово» строились по одному проекту, тип «Арнаут».